# Мови пахарі
Мови пахарі або мови північної зони — група пов'язаних індоарійських мов або діалектів, якими розмовляють в Гімалаях від Непалу до індійського штату Хімачал-Прадеш. Пахарі поділяються на три підгрупи: східну, поширену на території Непалу, що складається з непалі та її діалектів; центральну, поширену на території штату Уттаракханд, що складається з мов кумаоні та ґархвалі; і західну, поширену на території штату Хімачал-Прадеш.